# Jovica Tasevski-Eternijan
Jovica Tasevski-Eternijan (makedonska: Јовица Тасевски-Етернијан), född 1976 i Skopje, är en makedonsk poet, essäist, kritiker och översättare .
Han arbetar i de Nationella och universitetsbiblioteket “Sv. Kliment Ohridski” i Skopje och redaktör in tidningen för litteratur, konst och kultur "Aspiration" i Prilep. Hans dikter har översatts till andra språk.